# 性的倒錯
性的倒錯（せいてきとうさく）、パラフィリア（英語: paraphilia）は、人間の性に関連する行動において、精神医学における病理的な精神疾患と診断される症状を指す。以前は性的嗜好障害（せいてきしこうしょうがい）あるいは性嗜好異常（せいしこういじょう）とも呼ばれた。なお2013年に出版されたDSM-5の日本語版では、パラフィリア障害群という用語を採用し、それ以前のDSM-IVでは性嗜好異常である。
広義には、繰り返し起こる強烈な性的空想や衝動を特徴とする非規範的な性行動（セクシュアリティ）のことで、その多くは性道徳や社会通念から逸脱しているとみなされる。ただし、性道徳や社会通念は抽象的な概念であることから、その基準や境界線は時代や文化、個人の価値観によって多様な解釈や定義が存在している。また、それらの多様な解釈や定義が偏見や差別の原因となる場合がある。
この記事にて主として解説するのは、精神医学において、パラフィリア症群としてまとめられている精神障害の一分類である。従ってその診断には診断基準を満たしていることが必要である。

## 語源
現在、各国で通用する英単語のパラフィリア （Paraphilia）の語源は、ギリシア語の前置詞で「横」や「脇」を意味するパラ （ギリシア語:παρά 、英:para）と、古代ギリシア語の名詞で「愛」を意味する フィリア （古代ギリシア語:φιλíα、英:philia）を合わせた単語で、直訳すると「横に逸れた愛」といった意味を持つ。病理学的な専門用語として客観的かつ中立的に表現し、偏見や差別を防止する目的で使用されるようになった造語である。
日本の精神医学界では、昭和時代の初期頃まで一部で変態性欲（英：Sexual perversion）などと呼ばれていた。1886年にドイツの精神医学者のクラフト・エビングが著した『Psychopathia Sexualis』が、日本では1913年に『変態性慾心理』の翻訳刊行されている。しかし、異常性が強調されてしまう言葉であることから、客観性や中立性を表現できる病理学的な専門用語が求められるようになり、英語圏で普及していたパラフィリアを意訳した性的倒錯（せいてきとうさく）という言葉が大正時代頃から次第に普及するようになった。
さらに「倒錯」や「逸脱」といった言葉でも一般的には誤解を招きやすく、客観性や中立性に欠ける表現になりかねないとの配慮から、アメリカ精神医学会（APA）や世界保健機関（WHO）などで使用されている、障害であることを積極的に意味する精神障害や、前述したパラフィリアなどの専門用語を積極的に使用する方が望ましいとの意見もある。

## 精神医学における診断基準
国連のWHOが定めている精神疾患に関する分類『疾病及び関連保健問題の国際統計分類』（ICD-11）では「パラフィリア症群」は以下の内容で特徴づけられると説明されている。関連して「個人的な機能障害を伴わない社会的逸脱または葛藤だけのものは精神疾患に含めない」という方針がある。
アメリカ精神医学会（APA）による『精神障害の診断と統計マニュアル』第4版改定版（DSM-IV-TR）では、「性嗜好異常（Paraphilia）」である。性嗜好異常の項目では、すべての性嗜好異常に共通する第一段階における診断規準が記述されている。精神疾患であると診断する為の条件として、少なくとも以下の2点を同時に満たすことが必要と定義されている。なお2013年に出版されたDSM-5の日本語版では、「パラフィリア障害群」という用語を採用している。
従って、これらを同時に満たしていない場合は、精神疾患としての性的倒錯とは診断されない。
例として、当人が自身の性行動に葛藤や苦痛を持たず、日常生活に支障がなければ、（1）の条件を満たしていないのでパラフィリアとは診断されない。また、当人が葛藤や苦痛を持っていても、第三者や社会秩序にとって脅威や問題がない場合は、（2）の条件を満たしていないのでパラフィリアとは診断されない。
さらに、当人が何らかの性行動の特徴を持っていたとしても葛藤や苦痛がなく、第三者や社会秩序にとっても具体的な問題が生じていない場合は（1）と（2）の両方を満たしていないので、精神疾患としては診断されない。

## 精神医学における分類
以下、各国の医療機関で準拠することの多い世界保健機関（WHO）やアメリカ精神医学会（APA）が定義した、精神疾患としてのパラフィリアの分類を挙げる。

### 世界保健機関
国連の世界保健機関（WHO）が定める『疾病及び関連保健問題の国際統計分類』（ICD）の第11版では、以下がパラフィリア症群の分類として定義されている。以前は「性嗜好障害」という項目があった。しかし、2019年の「ICD-11」からは「性嗜好障害」という言葉を使わずに「パラフィリア症群」という言葉を用い、「フェティシズム」の用語はカテゴリから消えた。
- パラフィリア症群
  1. 露出症
  2. 窃視症
  3. 小児性愛症
  4. 強制的性サディズム症
  5. 窃触症
  6. 同意しない者を対象とする他のパラフィリア症
  7. 単独で行う、または同意する者を対象とするパラフィリア症
  8. パラフィリア症群、特定不能

### アメリカ精神医学会
アメリカ精神医学会（APA）が定める『精神障害の診断と統計マニュアル』第5版改定版（DSM-5）では、以下がパラフィリア障害群の分類として定義されている。
- パラフィリア障害群
  1. 窃視障害（Voyeuristic Disorder）
  2. 露出障害（Exhibitionistic Disorder）
  3. 窃触障害（Frotteuristic Disorder）
  4. 性的マゾヒズム障害（Sexual Masochism Disorder）
  5. 性的サディズム障害（Sexual Sadism Disorder）
  6. 小児性愛障害（Pedophilic Disorder）
  7. フェティシズム障害（Fetishistic Disorder）
  8. 異性装障害（Transvestic Disorder）
  9. 他の特定されるパラフィリア障害（Other Specified Paraphilic Disorder）
  10. 特定不能のパラフィリア障害（Unspecified Paraphilic Disorder）

## パラフィリアの類型
パラフィリアの主な類型を挙げる。
補足1
前述「語源」の通り、類型用語の末尾に使用される「〜フィリア（- philia）」とは、「〜愛」「〜性愛」などを意味している。また、「〜ラグニア （- lagnia）」とは「〜欲求」「〜願望」などを意味しており、「〜イズム （- ism）」とは「〜主義」や「〜崇拝」などの意味を持つ英語の接尾辞である。何れも、実用上の意味合いに大きな差はなく、和訳の際も「〜偏愛」「〜嗜好」などといった言葉と共に様々に翻訳されているのが現状である。また、日本では「〜プレイ （- play）」と称して「〜行為」そのものを意味する外来語として普及しているような場合もある。この項目の日本語訳では、便宜的に「〜性愛」で統一した。
補足2
項目ごとの症例は、片仮名表記を五十音順に並べ、文末に英語表記を記載した。片仮名表記および英語表記にリンクがある場合は、各項目で詳細を参照のこと。また、一般的な性的関心や性風俗の用語であっても、症例の理解を補助すると思われる用語は併記または該当項目へリンクした。

### 性目標倒錯
最終目標が性交（セックス）ではなく、何らかの嗜好や倒錯した行為が認められる症状が「性目標倒錯（せいもくひょうとうさく）」である。後述の「性対象倒錯」と併発している場合も多く、厳密な区分は困難である。
アクアフィリア（溺水性愛）
海やプールなどの水辺や水中、溺水や水没への性的フェティシズム。ハイドロフィリアとも言い、「ハイポクシフィリア（窒息性愛）」との混同も見られる。英語：Aquaphilia または Hydrophilia
アノレクタル（異物肛虐愛）
肛門や直腸に異物を挿入する性的フェティシズム。英語：Anorectal
ウロフィリア（尿性愛、嗜尿）
排尿行為や飲尿行為、尿そのものへの性的フェティシズム。ウロラグニアとも言う。広義には「スカトロジー（英語：Scatology）」や「コプロフィリア（糞便性愛）」に含まれる。英語：Urophilia または Urolagnia
エキシビショニズム（露出性愛）
自分の裸体や性器を公衆の面前や第三者に晒す性的フェティシズム。恋人などのパートナーを晒す性的フェティシズムは「カンダウリズム（英語：Candaulism）」と言う。英語：Exhibitionism
エメトフィリア（嘔吐性愛）
嘔吐行為や吐き気、吐瀉物への性的フェティシズム。英語：Emetophilia
エロトフォノフィリア（殺人性愛）
殺人や殺害行為への性的フェティシズム。「快楽殺人（英語：Lust murder）」とほぼ同義に用いられる。英語：Erotophonophilia
カニバリズム（食人性愛）
食人行為や人肉への性的フェティシズム。アントロポファジーとも言う。英語：Cannibalism または Anthropophagy
クリスマフィリア（浣腸愛）
浣腸行為や、浣腸器具を用いた排泄行為、糞便への性的フェティシズム。広義には「スカトロジー（英語：Scatology）」や「コプロフィリア（糞便性愛）」に含まれる。英語：Klismaphilia
クレプトフィリア（窃盗性愛）
窃盗行為への性的フェティシズム。クレマスティストフィリアやペッカトフィリアとも言う。英語：Kleptophilia または Chremastistophilia、Pecattiphilia
コプロフィリア（糞便愛）
排便行為や食糞行為、糞便への性的フェティシズム。コプロラグニアとも言う。広義には「スカトロジー（英語：Scatology）」にも含まれる。英語：Coprophilia または Coprolagnia
サディズム（加虐性愛）
性的虐待や性的暴力を与える性的フェティシズム。対語は「マゾヒズム（被虐性愛）」、両面性のある場合は「サドマゾヒズム（加虐被虐性愛）」。英語：Sadism
サドマゾヒズム（加虐被虐性愛）
同一人物にサディズムとマゾヒズムが共存あるいは混在する性的フェティシズム。広義には、SM 嗜好者が持つとされるサディズムとマゾヒズムの両面性も意味する。英語圏では一般的に、拘束や束縛を意味する「ボンデージ（英語：Bondage）」、調教や折檻を意味する「ディシプリン（英語：Discipline）」、加虐性愛の「サディズム（英語：Sadism）」、被虐性愛の「マゾヒズム（英語：Masochism）」の4つの単語から頭文字を採った総称で「ビー・ディー・エス・エム（英語：BDSM）」と呼ばれる。英語：Sadomasochism
シトフィリア（食物性愛）
食物や飲料の咀嚼行為や身体への塗布行為などの性的フェティシズム。フード・プレイとも言う。英語：Sitophilia または Food play
スコプトフィリア（窃視性愛）
第三者の行動や性行為などを盗み見る（覗く）性的フェティシズム。スコポフィリアとも言う。一般には窃視行為の総称「ボイヤリズム（英語：Voyeurism）」で知られる。英語：Scoptophilia または Scopophilia
ズー・サディズム（動物加虐性愛）
動物に対して性的虐待や性的暴力を与える性的フェティシズム。ビースティアル・サディズムとも言う。広義には動物虐待の総称「アニマル・アビューズ（英語：Animal abuse）」に含まれる。英語：Zoo sadism または Bestialsadism
タナトフィリア（死性愛）
首吊りや入水などの自殺（縊死）行為、殉死や切腹などの自傷行為への性的フェティシズム。「ネクロフィリア（死体愛）」とは異なり、あくまでも「自分自身の死」に向かう性的フェティシズムである。英語：Thanatophilia
タフェフィリア（埋葬性愛）
葬儀や埋葬行為への性的フェティシズム。「タナトフィリア（死性愛）」との混同も見られる。英語：Taphephilia
デンドロフィリア（樹木性愛）
樹木や植物への性的フェティシズム。英語：Dendrophilia
ハイブリストフィリア（犯罪性愛）
犯罪行為や違法行為をする人への性的フェティシズム。ハーパクソフィリアとも言う。刑務所グルーピー（犯罪者追っかけ）のこと。
ハイポクシフィリア（窒息性愛）
首絞めやビニール袋などを用いた低酸素症や窒息行為への性的フェティシズム。アスフィクシオフィリアやエロティック・アスフィケーションとも言う。英語：Hypoxyphilia または Asphixiophilia、Erotic asphyxiation
ピロフィリア（火炎性愛）
火や炎、火事や放火行為への性的フェティシズム。ピロラグニアやピロマニアとも言う。英語：Pyrophilia または Pyromania、Pyrolagnia
フロツーリズム（接触性愛）
相手の身体や衣服に自分の性器を接触させる性的フェティシズム。厳密には、一般的な「痴漢（英語：Groping）」行為には潜在的な最終目標として性行為が含まれるが、フロツーリズムには性行為が含まれない。英語：Frotteurism
ヘマトフィリア（血液性愛）
血液への性的フェティシズム。ヘモフィリアやハエモフィリアとも呼ばれる。なお、吸血行為への性的フェティシズムは「バンパイアイズム（英語：Vampirism）」と言う。（英語：Hemophilia または Hematophilia、Haemophilia）
マゾヒズム（被虐性愛）
相手から性的虐待や性的暴力を受ける性的フェティシズム。対語は「サディズム（加虐性愛）」、両面性のある場合は「サドマゾヒズム（加虐被虐性愛）」。英語：Masochism
マノフィリア（手淫性愛）
手や腕への性的フェティシズム。単独のオナニーとは異なる。英語：Manophilia

### 性対象倒錯
最終目標は性交（セックス）にあるが、その相手や対象、状況などに何らかの嗜好や倒錯の認められる症状が「性対象倒錯（せいたいしょうとうさく）」である。前述の「性目標倒錯」と併発している場合も多く、厳密な区分は困難である。便宜的に「人物」「年齢」「物体」「状況」「その他」の5つに分類して挙げる。

#### 人物への性対象倒錯
主に人物、または身体の部位や状態に関連するものを挙げる。なお、身体の特定の部位（パーツ、英語：Parts）への性的関心は、広義に「パーシャリズム（英語：Partialism）」と言う。
アクロトモフィリア（四肢欠損性愛）
手や足などの四肢が欠損した身体への性的フェティシズム。なお、自分自身の身体に違和感を覚え、自らの四肢を欠損しようと願う嗜好は「スマトパラフィリア（四肢不一致症候群）」と呼ばれる。英語：Acrotomophilia
アコースティックフィリア（音響性愛）
声や音への性的フェティシズム。英語：Acousticophilia
アナスティーマフィリア（身長差性愛）
極端な身長差への性的フェティシズム。英語：Anasteemaphilia
アポテムノフィリア（身体欠損性愛）
手や足などの四肢を欠損（破壊）しようとする行為への性的フェティシズム。広義には「アクロトモフィリア（四肢欠損性愛）」に含まれる。英語：Apotemnophilia または Somatoparaphrenia
アベイショフィリア（身体障害性愛）
身体障害者、またはギプスや点滴などの医療器具を着用した負傷者への性的フェティシズム。英語：Abasiophilia
アンドロミメトフィリア（男子性転換性愛）
トランス男性への性的フェティシズム。英語：Andromimetophilia
オキュロフィリア（眼球性愛）
眼や瞼に対する性的フェティシズム。涙への性的フェティシズムがある「ダクライフィリア（泣哭性愛）」と混在する場合がある。英語：Oculophilia
オドントフィリア（歯牙性愛）
歯や牙への性的フェティシズム。英語：Odontophilia
オルファクトフィリア（体臭性愛）
汗や香水なども含めた体臭への性的フェティシズム。オスフレジオラグニアとも言う。英語：Olfactophilia または Osphresiolagnia
グレイブラスネス（無毛性愛）
腋毛や陰毛といった性毛の未発生状態や剃毛への性的フェティシズム。「パイパン」や「剃毛プレイ」なども参照のこと。英語：Glabrousness
ガイネミメトフィリア（女子性転換性愛）
トランス女性への性的フェティシズム。英語：Gynemimetophilia
ステノラグニア（筋肉性愛）
筋肉質な体型への性的フェティシズム。英語：Sthenolagnia
ディスモーフォフィリア（奇形性愛）
奇形（畸形）体型への性的フェティシズム。ボディ・ディスモーフィック・ディソーダーとも言う。英語：Dysmorphophobia または Body dysmorphic disorder
デフロランティズム（処女性愛）
処女や処女喪失への性的フェティシズム。英語：Deflorantism
トランスヴェストフィリア（異性装性愛）
異性装者への性的フェティシズム。英語：Transvestophilia
トリコフィリア（毛髪性愛）
毛髪や散髪行為への性的フェティシズム。ヘア・フェティシズムとも言う。英語：Trichophilia または Hair fetishism
ネクロフィリア（屍体性愛）
屍体（死体）への性的フェティシズム。ネクロマニアとも言うが、これは「アメリカ史上最低の映画監督」と呼ばれたエド・ウッドが1971年に発表した映画「ネクロマニア（英語：Necromania）」などでサブカルチャーの分野から広まった言葉で、同義ではあるが正式名称ではない。また、屍体を演じる（真似る）性的フェティシズムは「シュードネクロフィリア（英語：Pseudonecrophilia）」と言う。英語：Necrophilia
ノソフィリア（病症性愛）
病気や病症状態の身体への性的フェティシズム。英語：Nosophilia
ノーズ・フェティシズム（鼻性愛）
鼻や鼻孔への性的フェティシズム。ナソフィリアとも言う。英語：Nose fetishism または Nasophilia
ハイグロフィリア（分泌物性愛）
汗や涎などの分泌物への性的フェティシズム。英語：Hygrophilia
ピゴフィリア（臀部性愛）
臀部（尻）への性的フェティシズム。パイゴフィリアとも言う。英語：Pygophilia
ファット・フェティシズム（肥満性愛）
脂肪や肥満体形への性的フェティシズム。英語：Fat fetishism
ファロフィリア（巨根性愛）
大きな男性器や性機能の高い男性への性的フェティシズム。「ファルス（英語：Phallus）」信仰としても知られる。英語：Phallophilia
フォレスキン・フェティシズム（包皮性愛）
男性器の亀頭や女性器の陰核などを包む包皮への性的フェティシズム。英語：Foreskin fetishism
フート・フェティシズム（脚部性愛）
太股やふくらはぎ（腓腹筋）など脚（足）への性的フェティシズム。ポドフィリアとも言う。英語： Foot fetishism または Podophilia
ブレスト・フェティシズム（胸部性愛）
乳房や乳首への性的フェティシズム。本来は形状に関係なく、胸部全般への性行動を指す。ただし、一般的にはサイズによって区分されることも多い。大きい乳房への性行動は「マモフィリア（英語：Mammophilia）」と言い、「巨乳フェティシズム（巨乳フェチ）」などとも呼ばれる。小さい乳房への性行動は「貧乳フェティシズム（貧乳フェチ）」などと呼ばれる。英語：Breast fetishism
メイシオフェリア（妊婦性愛）
妊婦や妊娠への性的フェティシズム。メイユーシオフィリアやプレグナンシー・フェティシズムとも言う。英語：Maiesiophilia または Maieusiophilia、Pregnancy fetishism
メノフィリア（月経性愛）
月経（生理）への性的フェティシズム。英語：Menophilia
ラクトフィリア（母乳性愛）
母乳や授乳行為への性的フェティシズム。ラクタフィリアやガラクトフィリアとも言う。広義には「エロティック・ラクテーション（英語：Erotic lactation）」に含まれる。英語：Lactophilia または Lactaphilia、Galactophilia
ライヒェンシェンドゥング（屍姦症）
死体との性交への性的フェティシズム。

#### 年齢への性対象倒錯
主に年齢に関連するものを挙げる。なお、特定の年齢の人物に対する場合もあれば、年齢差そのものの場合もある。また、年齢や性別の定義は医療機関によって多少の差異が存在する。
インファントフィリア（幼児性愛）
主に0歳から3歳頃の乳児、幼児への性的関心。ネピオフィリアとも言う。英語：Infantophilia または Nepiophilia
エフェボフィリア（青年性愛）
成人男性による思春期の青年への性的関心。英語：Ephebophilia
クロノフィリア（年齢差性愛）
極端な年齢差への性的関心。原則として性別は関係がない。アニリラグニアとも言う。英語：Chronophilia または Anililagnia
ジェロントフィリア（老人性愛）
老人や高齢者への性的関心。原則として性別は関係がない。ジェラントフィリアとも言う。英語：Gerontophilia
ニンフォフィリア（児童性愛）
主に4歳から11歳頃の女子児童への性的関心。英語：Nymphophilia
ペドフィリア（小児性愛）
主に11歳〜13歳頃の少年や少女への性的関心。現在では一般的に、年齢や性別を区分した「インファントフィリア（幼児性愛）」や「ニンフォフィリア（児童性愛）」なども含む総称として普及している。児童虐待（幼児虐待）を含む犯罪用語の「チャイルド・マレスター（英語：Child molester）」も参照のこと。英語：Pedophilia
ペデラスティ（少年性愛）
成人男性によるエフェボフィリアよりも低年齢層の少年への性的関心。英語：Pederasty
へべフィリア（少年性愛）
成人女性による青年や少年への性的関心。英語：Hebephilia

#### 物体への性対象倒錯
主に物体に関連するものを挙げる。それらの物体を伴う（例えば着用しているような）人物に対する性行為の場合もあれば、物体そのものに対する性行為の場合もある。なお、物体そのものへの性行動は、広義に「オブジェクト・セクシャリティー（対物性愛）英語：Object sexuality」と言う。
アガルマトフィリア（偶像性愛）
人形や彫刻への性的フェティシズム。スタチューフィリアやペディオフィリアとも言う。「ピグマリオニズム（英語：Pygmalionism）」に含まれるが、日本では同義として和製英語の「ピグマリオン・コンプレックス」として知られている。英語：Agalmatophilia または Statuephilia、Pediophilia
アンダーウェア・フェティシズム（下着性愛）
ブラジャーやパンティー、パンストやソックス、タイツなどの肌着や下着への性的フェティシズム。英語：Underwear fetishism
クロッシング・フェティシズム（衣服性愛）
毛皮やデニム、シルク素材などの布地や衣服への性的フェティシズム。広義には皮革も含まれるが、一般的にはBDSM 的ファッションとして「レザー・フェティシズム」に区分されることも多い。英語：Clothing fetishism
サイダロドロモフィリア（列車性愛）
機関車や電車などの機械や鉄道製品への性的フェティシズム。英語：Siderodromophilia
シュー・フェティシズム（靴性愛）
ハイヒールやブーツなどの靴製品への性的フェティシズム。「ブーツ・フェティシズム（英語：Boot fetishism）」も参照のこと。英語：Shoe fetishism
スモーキング・フェティシズム（喫煙性愛）
煙草の喫煙行為への性的フェティシズム。非喫煙者が咳き込む状況なども含まれる。英語：Smoking fetishism
ティモフィリア（財産性愛）
財産や財宝への性的フェティシズム。英語：Timophilia
ミソフィリア
着用して汚れた衣服や下着、使用済み生理用品などへの性的フェティシズム。広義には、汗や垢、毛髪のフケなどの塩気を含む汚れへの性的フェティシズムの総称「ソリロフィリア（英語：Salirophilia）」に含まれる。英語：Mysophilia
バルーン・フェティシズム（風船性愛）
風船の膨張や弾力、破裂への性的フェティシズム。英語：Balloon fetishism
ピクトフィリア（画像性愛）
写真やビデオなどの映像への性的フェティシズム。広義にアダルトビデオなどの中毒症状を意味する「ポルノグラフィ・アディクション（英語：Pornography addiction）」に含まれる。英語：Pictophilia
メカノフィリア（機械性愛）
自動車やオートバイなどの機械や工業製品への性的フェティシズム。英語：en:Mechanophilia
ユニフォーム・フェティシズム（制服性愛）
制服やスポーツウェアなどの衣服への性的フェティシズム。英語：Uniform fetishism　
ラバー・フェティシズム（ゴム性愛）
ラバー（ゴム）素材の衣服への性的フェティシズム。なお、海外では特定のラバー素材を冠して「ラテックス・フェティシズム」や「PVC（Polyvinyl chloride、ポリ塩化ビニル）・フェティシズム」とも言う。BDSM 的ファッションでも多用される。英語：Rubber Fetishism または Latex and PVC fetishism
レザー・フェティシズム（皮革性愛）
天然または人工のレザー（皮革）素材の衣服への性的フェティシズム。毛皮を含む場合がある。ドーラフィリアとも言う。BDSM的ファッションでも多用される。英語：Leather fetishism または Doraphilia

#### 状況への性対象倒錯
主に状況や環境に関連するものを挙げる。なお、それらの状況に遭遇した人物に対する性行為の場合もあれば、状況そのものに対する性行為の場合もある。:
アムロフィリア（疑似盲目性愛）
目隠しなどの疑似的な盲目状態への性的フェティシズム。英語：Amaurophilia
アルゴラグニア（疼痛性愛）
疼痛（とうつう、痛み）に遭遇するような悪条件環境や残虐な行為に遭遇する状況への性的フェティシズム。英語：Algolagnia
エンドソーマフィリア（体内進入性愛）
体内に進入（侵入）する行為、または体内に存在する状況への性的フェティシズム。人間や動物とは限らず、空想（妄想）上の怪物の場合もある。また、出入口は性器とは限らない。エンドソームフィリアとも言う。英語：Endosomaphilia
オクロフィリア（群衆性愛）
群衆や大人数への性的フェティシズム。「グループセックス（英語：Group sex）」や「輪姦」なども参照のこと。英語：Ochlophilia
オートアサシノフィリア（自己暗殺性愛）
自身が殺される状況への性的フェティシズム。英語：Autassassinophilia または Autoassassinophilia
オートガイネフィリア（女性化自己暗示性愛）
男性であれば「自分は女性だ」と空想（妄想）する性的フェティシズム。オートアンドロフィリアとも言う。英語：Autogynephilia または Autoandrophilia
オートネピオフィリア（幼児行動性愛）
赤ん坊や幼児のように振る舞う状況への性的フェティシズム。広義には、幼児のおむつやおしゃぶりへの性行動なども指す「パラフィック・インファンタリズム（英語：Paraphilic infantilism）」に含まれる。「エイジプレイ（英語：Ageplay）」も参照のこと。英語：Autonepiophilia
カトプトロノフィリア（鏡像投影性愛）
鏡やモニターなどに投影される状況への性的フェティシズム。エスペクトロフィリアとも言う。英語：Katoptronophilia または Espectrophilia
コーリオフィリア（舞踏性愛）
柔軟な身体や躍動する舞踏行為への性的フェティシズム。英語：Choreophelia
コプロラリア（猥語性愛）
猥褻な言葉や罵詈雑言への性的フェティシズム。コプロラグニアとも言う。英語：Coprolalia または Coprographia
シンフォフィリア（災害性愛）
地震や台風などの自然災害への性的フェティシズム。英語：Symphorophilia
シュードゥズーフィリア（動物擬態性愛）
耳や尻尾などで動物を真似る擬態行為への性的フェティシズム。ペットや家畜として扱う「ヒューマン・アニマル・ロールプレイ（英語：Animal roleplay）」も参照のこと。英語：Pseudozoophilia
ゼロフィリア（嫉妬性愛）
第三者が介入する嫉妬行為への性的フェティシズム。英語：Zelophilia
ソムノフィリア（睡眠性愛）
睡眠や昏睡、気絶した状況への性的フェティシズム。サムノフィリアとも言う。英語：Somnophilia
ダクライフィリア（泣哭性愛）
泣くことや慟哭（どうこく）などの泣哭（きゅうこく）行為、涙などへの性的フェティシズム。ダクライラグニアとも言う。英語：Dacryphilia または Dacrylagnia
トロイリズム（三者性愛）
夫婦や恋人関係において、第三者が加わる状況への性的フェティシズム。トリオリズムとも言う。厳密には、日本語で「寝取られ」のスラングで知られるフランス語の「コキュ（仏語：cocue）」や英語の「クッコルド（英語：Cuckold）」と異なるとされるが、混同している場合も多い。トロイリズムは第三者が認められている場合が多く、コキュは夫婦や恋人の片方が第三者を認めていない場合や嫉妬している場合などがある。パートナーを第三者へ晒す性的フェティシズムの「カンダウリズム（英語：Candaulism）」も参照のこと。英語：Troilism または Triolism
ナレートフィリア（口述性愛）
状況や行動を常に解説したり口述（ナレーション）する性行動。猥褻な単語とは限らない。猥雑な単語への嗜好が強ければ「コプロラリア（猥語性愛）」として区別される。英語：Narratophilia
ノーモフィリア（普通への偏愛、正常愛好、正常性愛）
正常とされる状態、または慣習や信念、信条、ルール等への性的フェティシズム。英語：Normophilia
バイストフィリア（強姦性愛）
強姦（レイプ）や暴力行為への性的フェティシズム。レプトフィリアとも言う。英語：Biastophilia または Raptophilia
ハーマトフィリア（失態性愛）
何らかの失敗や失態行為への性的フェティシズム。英語：Harmatophilia
ヒエロフィリア（聖依性愛）
宗教や聖書に関連する状況への性的フェティシズム。テオフィリアとも言う。英語：Hierophilia または Theophilia
フォボフィリア（恐怖性愛）
恐怖を抱く状況全般に対する性的フェティシズム。英語：Phobophilia
ホメオヴェスティズム（同性装性愛）
同性者の衣服やアクセサリーなどへの性的フェティシズム。英語：Homeovestism
ボラレフィリア（丸呑性愛）
相手の口内や胃袋に丸呑み（丸飲み）される性的フェティシズム。人間や動物とは限らず、空想（妄想）上の怪物の場合もある。ファゴフィリアとも言う。英語：Vorarephilia または Phagophilia
ポリテロフィリア（性行為連続性愛）
多くの人数との連続する性行為や、何度も性行為を繰り返すことへの性的フェティシズム。「グループセックス（英語：Group sex）」や「輪姦」なども参照のこと。英語：Polyterophilia
マクロフィリア（巨人性愛）
大きな身体や、変身や突然変異などによってビル並みのサイズに巨大化する身体への性的フェティシズム。英語：Macrophilia
ミクロフィリア（矮人性愛）
小さな身体や、変身や突然変異などによってミニチュア並みのサイズに矮小化する身体への性的フェティシズム。英語：Microphilia
メディカル・フェティシズム（医療性愛）
診察や治療などの医療行為への性的フェティシズム。英語：Medical fetishism

#### その他の性対象倒錯
アラクネフィリア（蜘蛛性愛）
クモやムカデなどの節足動物への性的フェティシズム。英語：Arachnephilia
ズー・セクシャリズム（動物性愛）
動物への性的フェティシズム。英語：Zoosexualism
スペクトロフィリア（霊体性愛）
神や天使、幽霊や霊魂などへの性的フェティシズム。英語：Spectrophilia
ズーフィリア（獣姦性愛）
獣姦への性的フェティシズム。厳密には「ズー・セクシャリズム（動物性愛）」と異なる。英語：Zoophilia
フォーミコフィリア（昆虫性愛）
昆虫が衣服や皮膚などを這うことへの性的フェティシズム。英語：Formicophilia
ミクソピック・ズーフィリア（窃視獣姦性愛）
動物の性行為を窃視する（覗き見る）性的フェティシズム。英語：Mixosopic zoophilia
パラフィリアは人間の性に関わる精神疾患であるが、時代や文化と共に定義や分類が変化し続けている。例として、かつて同性愛は性的倒錯であるとみなされていた。しかし、1973年にはアメリカ精神医学会（APA）の『精神障害の診断と統計マニュアル』第2版（DSM-II）改訂7版から、同性愛が削除され、1990年には世界保健機関（WHO）の『疾病及び関連保健問題の国際統計分類』第10版（ICD-10）では「同性愛は治療対象にならない」として削除されている。これを受け、1994年には日本においても厚生省（現厚生労働省）が準拠を表明している。

## 原因

### 薬剤の影響
ドーパミン受容体パーシャルアゴニスト作用を有する抗精神病薬のアリピプラゾール（エビリファイ）を服薬することによって異常性欲や性的倒錯を発症することがある。患者は通常、罪悪感のためにこれらに言及するのは困難とされる。アメリカ食品医薬品局（FDA）は添付文書で黒枠警告をしている。

## 支援
RNR原則の下、構造化されたアセスメントをした上で、認知行動療法 (CBT) と、自己統制モデル (SRM)、グッドライフ・モデル (GLM) という介入理論を組み合わせ、包括的にアプローチする。
支援者は、クライエントの尊厳と価値を受け入れ肯定し（歓迎の姿勢）、ニーズに耳を傾けて支援を行っていく。性に関する悩みを抱えたクライエントも、他のクライエントと同じように生きていく悩みを持っている人として受け入れることが大切である。